# Peinado
Le Peinado, encore appelé cerro Peinado, est un stratovolcan actif d'Argentine. Il est situé dans la Puna de la province de Catamarca. Son cône volcanique presque parfait, fait de lui, avec le Lanín beaucoup moins élevé, un des plus beaux exemplaires parmi les nombreux volcans argentins.

## Situation
Il est situé à près de trente-cinq kilomètres au nord-est du Falso Azufre et à quelque vingt-deux kilomètres à l'est du volcan El Cóndor, dont il est séparé par la laguna amarga (« lagune amère » ou « saumâtre »). Il domine toute cette région de la Puna et sa forme caractéristique fait qu'on le voit de fort loin. Cela d'autant plus qu'il est situé à quelque trente-cinq kilomètres au sud du salar de Antofalla, dans l'axe de ce dernier.
Les énormes coulées de lave noire qui l'entourent indiquent qu'il s'agit d'un appareil volcanique aux éruptions importantes.

## Tourisme
La région est superbe. La haute silhouette des volcans (car ils sont nombreux) dominant l'étendue du plateau, les salars, les coloris des coulées de lave, la laguna amarga de couleur vert bleue, la luminosité et la pureté de l'air, tout concourt à faire de la région un monde à part, à la fois étonnant et sujet d'émerveillement. Mais seuls d'audacieux touristes d'aventure, amateurs de sports extrêmes, particulièrement entraînés et super-équipés pourront accéder à ces régions encore fort mal connues.[non neutre] L'endroit étant inhabité, il n'y a pas de route pour y parvenir, et encore moins de possibilité d'hébergement. Quant au climat, à la rareté de l'air et à sa sècheresse, ils sont fort difficiles à supporter.
Les deux bases de départ sont Antofagasta de la Sierra loin au nord-est et Fiambalá loin au sud. Au nord de Fiambalá cependant, non loin à l'est du Paso de San Francisco, à 45 kilomètres de ce dernier  sur la route nationale 60, se trouve la petite localité de La Cruta avec son poste de gendarmerie, au sein de ce qu'on appelle les vegas de San Francisco (vegas = vallées humides pourvues de végétation et fréquentées par la faune)